# Parabonzia athiasae
Parabonzia athiasae är en spindeldjursart som beskrevs av Den Heyer 1975. Parabonzia athiasae ingår i släktet Parabonzia och familjen Cunaxidae. Inga underarter finns listade i Catalogue of Life.